# مؤسسه ملی سلامت
مؤسسه ملی سلامت (به انگلیسی: National Institutes of Health) مشهور به NIH یکی از شاخه‌های وزارت بهداشت و خدمات انسانی ایالات متحده آمریکا می‌باشد. وظیفه این مرکز رهبری و نظارت بر تحقیقات علوم زیستی-پزشکی در ایالات متحده آمریکا می‌باشد.
ان‌آی‌اچ متشکل از ۲۷ موسسه ملی جداگانه می‌باشد که جمعاً در حدود ۲۸ میلیارد دلار سالیانه بودجه صرف تحقیقات علوم پزشکی انجام می‌دهند. تقریباً تمامی دفاتر این مؤسسه در جنوب ایالت مریلند واقع گردیده‌اند.
کتابخانه ملی این موسسه (NLM) به‌طور مثال حاوی کلکسیون نفیسی از کتب علمی پزشکی دوران گذشته اسلامی می‌باشد. (وب‌گاه کلکسیون)
برای مطالعه مقاله‌ای کامل درباره این موسسه به زبان فارسی می توانید از وبلاگ نگاره ای درباره ایالات متحده دیدن کنید.

## مؤسسه و مراکز عضو NIH

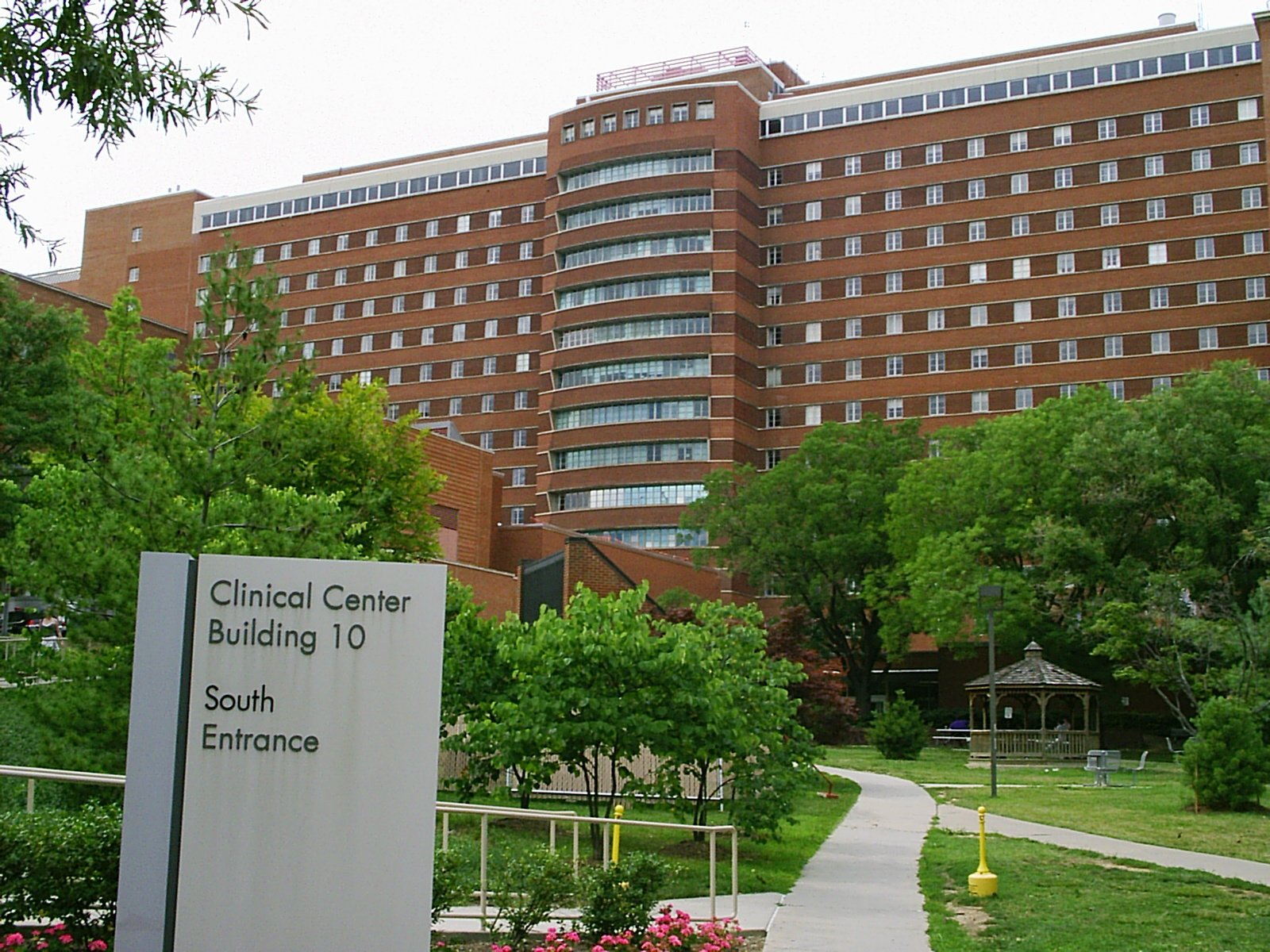
ساختمان شماره ۱۰ NIH

- موسسه ملی سرطان ایالات متحده آمریکا
- موسسه ملی بینایی ایالات متحده آمریکا
- موسسه ملی قلب، شش، و خون ایالات متحده آمریکا
- موسسه ملی تحقیقات ژنوم انسان ایالات متحده آمریکا
- موسسه ملی کهنسالی
- موسسه ملی سو استفاده از الکل و الکلیسم ایالات متحده آمریکا (National Institute on Alcohol Abuse and Alcoholism)
- موسسه ملی آلرژی و بیماری‌های واگیردار ایالات متحده آمریکا
- موسسه ملی آرتروز و بیماری‌های استخوانی ایالات متحده آمریکا (National Institute of Arthritis and Musculoskeletal and Skin Diseases)
- موسسه ملی تصویربرداری زیست-پزشکی و مهندسی زیست ایالات متحده آمریکا
- موسسه ملی بهداشت کودکان و توسعه انسانی ایالات متحده آمریکا
- موسسه ملی ناشنوایی و ناهنجاری‌های ارتباطی ایالات متحده آمریکا
- موسسه ملی تحقیقات دندانپزشکی ایالات متحده آمریکا (National Institute of Dental and Craniofacial Research)
- موسسه ملی دیابت و بیماری‌های کلیوی و گوارشی ایالات متحده آمریکا
- موسسه ملی سو استفاده از دارو ایالات متحده آمریکا (National Institute on Drug Abuse)
- موسسه ملی علوم بهداشت محیط زیست ایالات متحده آمریکا
- موسسه ملی علوم پزشکی عمومی ایالات متحده آمریکا
- موسسه ملی بهداشت روان ایالات متحده آمریکا
- موسسه ملی سکته و ناهنجاری‌های عصبی ایالات متحده آمریکا
- موسسه ملی تحقیقات پرستاری ایالات متحده آمریکا
- کتابخانه ملی پزشکی ایالات متحده آمریکا
- مرکز ملی اطلاعات زیست-فناوری ایالات متحده آمریکا
- مرکز فناوری اطلاعات ایالات متحده آمریکا (Center for Information Technology)
- مرکز ارزیابی علمی ایالات متحده آمریکا (Center for Scientific Review)
- مرکز ملی فوگارتی ایالات متحده آمریکا (Fogarty International Center) بایگانی‌شده  در ۱۲ سپتامبر ۲۰۰۷ توسط Wayback Machine
- مرکز ملی بهداشت و ناهنجاری‌های اقلیت‌های ایالات متحده آمریکا (National Center on Minority Health and Health Disparities)
- مرکز ملی روش‌های ثانویه در پزشکی ایالات متحده آمریکا
- مرکز ملی منابع پژوهشی ایالات متحده آمریکا
- مرکز ارزیابی تضمین کیفیت پزشکی ایالات متحده آمریکا (Quality Assurance Review Center)
- مرکز فیزیک پرتوی ایالات متحده آمریکا (Radiological Physics Center)
- مرکز بالینی وارن گرنت مگنوسن (Warren Grant Magnuson Clinical Center)

## وب‌گاه رسمی
- www.nih.gov